# Okręg wyborczy Coleraine
Okręg wyborczy Coleraine powstał w 1801 r. i wysyłał do brytyjskiej Izby Gmin jednego deputowanego. Okręg obejmował miasto Coleraine w irlandzkim hrabstwie Londonderry. Został zlikwidowany w 1885 r.

## Deputowani do brytyjskiej Izby Gmin z okręgu Coleraine
- 1801–1806: Walter Jones, torysi
- 1806–1807: George Fitzgerald Hill, torysi
- 1807–1809: Walter Jones, torysi
- 1809–1812: John Poo Beresford, torysi
- 1812–1814: lord George Beresford, torysi
- 1814–1823: John Poo Beresford, torysi
- 1823–1831: John William Head Brydges, torysi
- 1831–1832: William Taylor Copeland, wigowie
- 1832–1833: John Poo Beresford, Partia Konserwatywna
- 1833–1837: William Taylor Copeland, wigowie
- 1837–1843: Edward Litton, Partia Konserwatywna
- 1843–1852: John Boyd, Partia Konserwatywna
- 1852–1857: Richard Bourke, lord Naas, Partia Konserwatywna
- 1857–1862: John Boyd, Partia Konserwatywna
- 1862–1874: Henry Hervey Bruce, Partia Konserwatywna
- 1874–1880: Daniel Taylor, Partia Liberalna
- 1880–1885: Henry Hervey Bruce, Partia Konserwatywna